# Adjunktion (Kategorientheorie)
Adjunktion ist ein Begriff aus dem mathematischen Teilgebiet der Kategorientheorie.
Zwei Funktoren {\displaystyle F:{\mathcal {C}}\rightarrow {\mathcal {D}}} und {\displaystyle G:{\mathcal {D}}\rightarrow {\mathcal {C}}} zwischen Kategorien {\displaystyle {\mathcal {C}}} und {\displaystyle {\mathcal {D}}} heißen adjungiert, wenn sie eine gewisse Beziehung zwischen Morphismenmengen vermitteln. Dieser Begriff wurde von D. M. Kan eingeführt.

## Definition

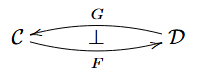
In diesem Diagramm ist linksadjungiert zu.

Zwei Funktoren  {\displaystyle F\colon {\mathcal {C}}\rightarrow {\mathcal {D}}} und {\displaystyle G\colon {\mathcal {D}}\rightarrow {\mathcal {C}}} zwischen Kategorien {\displaystyle {\mathcal {C}}} und {\displaystyle {\mathcal {D}}} bilden ein adjungiertes Funktorpaar, wenn die Funktoren
{\displaystyle (X,Y)\mapsto \operatorname {Mor} _{\mathcal {D}}(X,FY)}
und
{\displaystyle (X,Y)\mapsto \operatorname {Mor} _{\mathcal {C}}(GX,Y)}
von {\displaystyle {\mathcal {D}}^{\operatorname {op} }\times {\mathcal {C}}} in die Kategorie der Mengen Set natürlich äquivalent sind. (Zusammen mit den beiden Kategorien und den beiden Funktoren bildet die natürliche Äquivalenz eine Adjunktion.)
{\displaystyle F} heißt rechtsadjungiert zu {\displaystyle G}, {\displaystyle G} heißt linksadjungiert zu {\displaystyle F}.
Man schreibt dies kurz als {\displaystyle G\dashv F} oder {\displaystyle F\vdash G}, das Turnstile-Symbol zeigt auf den linksadjungierten Funktor.
In Diagrammen wird dieses Symbol ebenfalls zur Kennzeichnung einer Adjunktionsbeziehung verwendet.

## Einheit und Koeinheit der Adjunktion
Ist {\displaystyle t} die natürliche Äquivalenz {\displaystyle \operatorname {Mor} _{\mathcal {D}}(\cdot _{1},F(\cdot _{2}))\to \operatorname {Mor} _{\mathcal {C}}(G(\cdot _{1}),\cdot _{2})}, so heißen die natürlichen Transformationen
{\displaystyle \eta \colon \operatorname {id} _{\mathcal {D}}\to FG}
{\displaystyle X\mapsto t_{(X,GX)}^{-1}(\operatorname {id} _{GX})}
und
{\displaystyle \varepsilon \colon GF\to \operatorname {id} _{\mathcal {C}}}
{\displaystyle Y\mapsto t_{(FY,Y)}(\operatorname {id} _{FY})}
Einheit bzw. Koeinheit der Adjunktion.
Einheit und Koeinheit haben die Eigenschaft, dass die beiden induzierten Transformationen
{\displaystyle G\rightarrow GFG\rightarrow G}    und    {\displaystyle F\rightarrow FGF\rightarrow F}
jeweils die Identität ergeben. 
Genauer sollen folgende Diagramme kommutativ sein:
Dabei sind {\displaystyle 1_{G}} und {\displaystyle 1_{F}} die identischen Transformationen und die natürlichen Transformationen {\displaystyle G\eta ,\varepsilon G,\eta F,F\varepsilon } sind definiert durch {\displaystyle (G\eta )_{X}:=G(\eta _{X}),(\varepsilon G)_{X}:=\varepsilon _{G(X)},(\eta F)_{Y}:=\eta _{F(Y)},(F\varepsilon )_{Y}:=F(\varepsilon _{Y})} für Objekte {\displaystyle X} aus {\displaystyle {\mathcal {D}}} und {\displaystyle Y} aus {\displaystyle {\mathcal {C}}}.
Wegen der Form dieser kommutativen Diagramme nennt man die Beziehungen {\displaystyle 1_{G}=\varepsilon G\circ G\eta } und {\displaystyle 1_{F}=F\varepsilon \circ \eta F} auch die Dreiecksgleichungen.
Umgekehrt kann man zeigen, dass zwei derartige natürliche Transformationen, die diese Dreiecksgleichungen erfüllen, eine Adjunktion bestimmen, deren Einheit und Koeinheit sie sind.

## Eigenschaften
- Sind {\displaystyle F} und {\displaystyle G} quasi-invers zueinander, so ist {\displaystyle F} rechts- und linksadjungiert zu {\displaystyle G}.
- Rechtsadjungierte Funktoren erhalten Limites (sind also linksexakt), linksadjungierte Funktoren erhalten Kolimites (sie sind rechtsexakt).
- Ist {\displaystyle F} rechtsadjungiert zu {\displaystyle G}, {\displaystyle \eta \colon \mathrm {id} _{\mathcal {D}}\to FG} die Einheit, und {\displaystyle \varepsilon \colon GF\to \mathrm {id} _{\mathcal {C}}} die Koeinheit der Adjunktion, so ist {\displaystyle (FG,\eta ,\mu )} mit {\displaystyle \mu _{X}:=F(\varepsilon _{GX})} eine Monade in {\displaystyle {\mathcal {D}}}.

## Beispiele
- Der Funktor {\displaystyle F\colon \mathbf {Set} \to \mathbf {Vec} _{K}}, der eine Menge {\displaystyle I} auf {\displaystyle F(I)}, den freien {\displaystyle K}-Vektorraum über {\displaystyle I}, dessen Elemente formale {\displaystyle K}-Linearkombinationen sind, abbildet, ist linksadjungiert zum Vergissfunktor {\displaystyle U\colon \mathbf {Vec} _{K}\to \mathbf {Set} }, der Vektorräumen ihre zugrundeliegende Menge zuordnet. Die {\displaystyle I}-Komponente der Einheit dieser Adjunktion, {\displaystyle \eta _{I}\colon I\to U(F(I))}, ist gerade die Familie der kanonischen Basisvektoren von {\displaystyle F(I)}. Die {\displaystyle V}-Komponente der Koeinheit, {\displaystyle \varepsilon _{V}\colon F(U(V))\to V}, ist die lineare Abbildung, die formale {\displaystyle K}-Linearkombinationen von Elementen von {\displaystyle V} mit den konkreten Operationen von {\displaystyle V} auswertet.
- Der Funktor „freie abelsche Gruppe über einer Menge“ ist linksadjungiert zum Vergissfunktor Ab → Set.
- Der Funktor „statte eine Menge mit der diskreten Topologie aus“ ist linksadjungiert zum Vergissfunktor Top → Set.
- Der Funktor „statte eine Menge mit der trivialen Topologie aus“ ist rechtsadjungiert zum Vergissfunktor Top → Set.
- Der Funktor „disjunkte Vereinigung mit einem einpunktigen Raum“ ist linksadjungiert zum Vergissfunktor Top* → Top.
- Der Funktor „Stone-Čech-Kompaktifizierung“ ist linksadjungiert zum Vergissfunktor von der Kategorie der kompakten Hausdorffräume in die Kategorie aller topologischer Räume.
- Der Funktor „Vervollständigung“ ist linksadjungiert zum Vergissfunktor von der Kategorie der vollständigen metrischen Räume in die Kategorie aller metrischen Räume.
- Die reduzierte Einhängung ist linksadjungiert zum Schleifenraum; beide Kategorien sind dabei die punktierten topologischen Räume mit den Homotopieklassen von punktierten Abbildungen als Morphismen.
- In einer kartesisch abgeschlossenen Kategorie {\displaystyle {\mathcal {C}}} ist für jedes Objekt {\displaystyle S} der Funktor {\displaystyle (-)\times S\colon {\mathcal {C}}\to {\mathcal {C}}} linksadjungiert zum Funktor {\displaystyle (-)^{S}\colon {\mathcal {C}}\to {\mathcal {C}}}. Die sich durch diese Funktoren ergebende Monade, bei der die Objektabbildung {\displaystyle A\mapsto (A\times S)^{S}} ist, ist gerade die Zustandsmonade mit Zustandsobjekt {\displaystyle S}.
- Fasst man Funktionen als spezielle Relationen auf, so ergibt sich ein Vergissfunktor {\displaystyle G\colon \mathbf {Set} \to \mathbf {Rel} }, mit {\displaystyle G(X)=X} für Mengen {\displaystyle X} und {\displaystyle G(f)=\{(x,f(x))\mid x\in X\}\subseteq X\times Y} für Funktionen {\displaystyle f\colon X\to Y}. Der zu {\displaystyle G} rechtsadjungierte Funktor {\displaystyle F\colon \mathbf {Rel} \to \mathbf {Set} } ordnet Mengen ihre Potenzmenge und Relationen {\displaystyle r\subseteq X\times Y} die Funktion {\displaystyle M\mapsto \{y\mid (x,y)\in r,x\in M\}} zu. Die {\displaystyle X}-Komponente der Einheit der Adjunktion, {\displaystyle \eta _{X}\colon X\to {\mathcal {P}}X}, ist {\displaystyle x\mapsto \{x\}}. Die {\displaystyle Y}-Komponente der Koeinheit der Adjunktion, {\displaystyle \varepsilon _{Y}\subseteq {\mathcal {P}}Y\times Y}, ist gerade die auf {\displaystyle {\mathcal {P}}Y} beschränkte Elementrelation.